# 海蘭 (紐約州阿爾斯特縣)
海蘭（英語：Highland）是位於美國紐約州阿爾斯特縣的普查規定居民點。

## 人口
根據2020年美國人口普查的數據，海蘭的面積為14.00平方千米，當中陸地面積為12.17平方千米，而水域面積為1.83平方千米。當地共有人口6385人，而人口密度為每平方千米456.07人。